# Nanteuil-sur-Marne
Nanteuil-sur-Marne är en kommun i departementet Seine-et-Marne i regionen Île-de-France i norra Frankrike. Kommunen ligger i kantonen La Ferté-sous-Jouarre som tillhör arrondissementet Meaux. År 2022 hade Nanteuil-sur-Marne 413 invånare.

## Befolkningsutveckling
Antalet invånare i kommunen Nanteuil-sur-Marne
| Referens: INSEE |